# Marie-Joëlle Conjungo
Maria-Joëlle Conjungo (Bangui, 14 de julho de 1975) é uma antiga atleta centrafricana, especialista em 100 metros com barreiras. Foi terceira classificada nos Campeonatos Africanos de Atletismo de 2000 e competiu nos Jogos Olímpicos de Sydney 2000 e nos de Atenas 2004, sem ter nunca passado da primeira fase eliminatória.
É irmã do lançador de disco francês Michaël Conjungo.

## Melhores marcas pessoais
- 100 metros com barreiras - 13.51 s (Paris, 2003)
- 60 metros com barreiras - 8.38 s (Paris, 2001)